# Kövendi Sándor
Kövendi Sándor (Zilah, 1921. szeptember 17. – Kolozsvár,  1994. június 29.) erdélyi vegyész, gyógyszerkutató, Majdik Kornélia apja.

## Életútja
A középiskolát szülővárosában végezte (1942), vegyészi diplomát a Bolyai Tudományegyetemen szerzett (1951). Kutató, majd főkutató a kolozsvári Gyógyszerkutató Intézetben nyugdíjazásáig. Első szakcikkét a Revista de Chimie közölte (1952). Tanulmányai itt s a Revue Roumaine de Chemie, Chemische Berichte, Journal für praktische Chemie című szakfolyóiratokban jelentek meg. 42 román szabadalmi leírás, valamint amerikai, angol és német szabadalmak szerzője, olyan gyógyszerek meghonosítója, mint a Chloramphenicol, Probanthin, Troncor, Voltaren, Hygroton.